# Öndörkhangai
Öndörkhangai (mongoliska: Өндɵрхангай Сум, Өндɵрхангай) är ett distrikt i Mongoliet.   Det ligger i provinsen Uvs, i den västra delen av landet, 900 km väster om huvudstaden Ulaanbaatar.